# Kids Incorporated
Kids Incorporated (également connu sous le nom de Kids Inc.) est un programme de télévision américain destiné aux enfants. Il inclut des interprétations musicales faisant partie intégrante de chaque scénario.
L'épisode pilote est tourné le 1er septembre 1983. L'émission est ensuite diffusée en syndication du 1er septembre 1984 au 25 mai 1986 et sur Disney Channel du 3 novembre 1986 au 9 février 1994. Les rediffusions sont diffusées sur Disney Channel jusqu'au 30 mai 1996.
La chanteuse Fergie fait notamment partie du casting entre 1984 et 1989.